# František Fischer
František Fischer (30. srpna 1886 Praha – 10. listopadu 1966 Praha) byl český farmaceut a amatérský astronom. Věnoval se především selenografii, tedy mapování povrchu Měsíce. Od roku 1924 provozoval vlastní observatoř v Praze-Podolí, kterou redakce odborného časopisu Říše hvězd označila za „jednu z nejlépe vybavených a vedených soukromých hvězdáren“ v Československu.

## Život
Hlavním povoláním byl František Fischer lékárník, farmacii rovněž vystudoval a získal z ní magisterský titul. Už před první světovou válkou se však věnoval pozorování noční oblohy pomocí brachyteleskopu, krátkého zrcadlového dalekohledu.
Po vypuknutí války Fischer narukoval do rakousko-uherské armády a působil v pevnosti Přemyšl. Když pevnost v březnu 1915 padla, stejně jako řada dalších vojáků se přidal k československým legiím. V roce 1917 sloužil ve vojenském táboře Zolotaja Orda v západním Turkestánu. Na podzim byl převelen do Taškentu, kde sloužil jako zdravotník v zajateckém táboře.
V Taškentu navázal kontakt s ředitelem tamní hvězdárny J. P. Glutajevem a astrofyzikem A. N. Rozanovem, s nímž se věnoval analýze hvězd v souhvězdí Orla a mapování povrchu Měsíce. V taškentské hvězdárně trávil volné noci po denních službách. Právě v této době se rozhodl, že pokud válku přežije a vrátí se do Prahy, vybuduje vlastní hvězdárnu, kde bude moci pokračovat v práci. Roku 1917 vznikla Česká společnost astronomická, která Františka Fischera eviduje jako svého zakládajícího člena.
Když v srpnu 1966 slavil osmdesáté narozeniny, byl už vážně nemocný, přesto se astronomii dál věnoval. „Bohužel není v lidských silách proměnit přání pevného zdraví ve skutečnost a mohou-li co nahradit slova, potom přejeme jubilantu, aby se dočkal dalších úspěchů selenografie,“ napsal tehdy Josef Klepešta v článku o Fischerově jubileu pro Říši hvězd. O čtvrt roku později, 10. listopadu 1966, zemřel.
František Fischer měl syna Karla.

## Hvězdárna

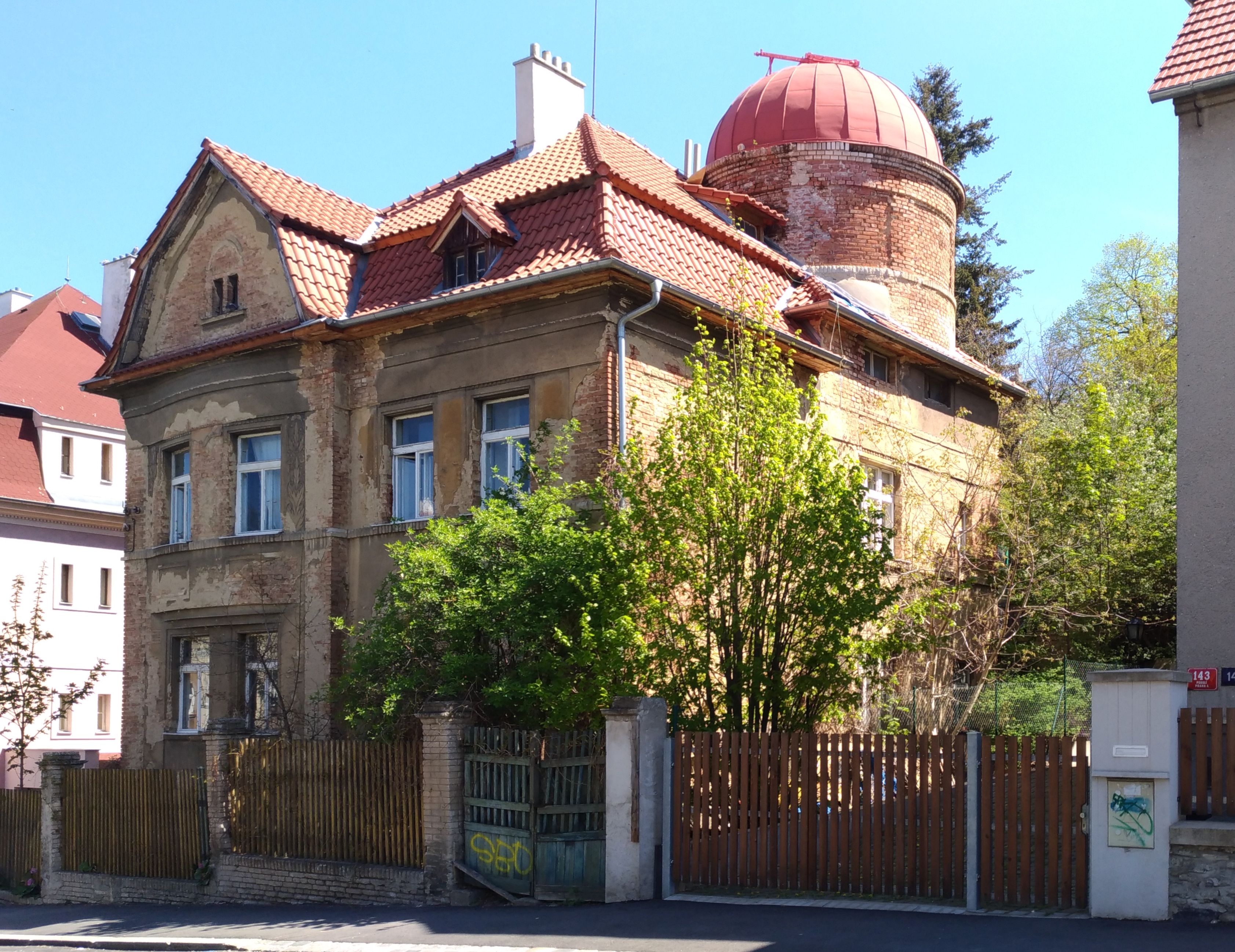
Fischerova vila s pozůstatky hvězdárny v ulici Na Zlatnici (2019)

V roce 1921 zakoupil František Fischer pozemek ve svahu pražského Podolí a pověřil smíchovského stavitele Bohumila Koláře stavbou vily se soukromou observatoří. Budova byla dokončena v roce 1923, hvězdárna fungovala od jara následujícího roku. Fischer se zabýval především mapováním Měsíce a pořizováním snímků stálic, mlhovin a komet. V zahradě hvězdárny pořádal Fischer pozorování meteorů v rámci programu České společnosti astronomické, pro mladé členy společnosti připravil také kurzy selenografie.
Hvězdárna po smrti Františka Fischera přestala fungovat, dalekohled a další astronomické vybavení rodina věnovala České astronomické společnosti. Od konce 60. let slouží v západní kopuli hvězdárny v Ďáblicích.